# Océanite de Monteiro
Hydrobates monteiroi
Espèce
Synonymes
- Oceanodroma monteiroi Bolton et al., 2008[2]

L'Océanite de Monteiro (Hydrobates monteiroi) est une espèce d'oiseaux de mer dont la reconnaissance en tant qu'espèce à part entière ne date que de 2008. Il était jusqu'alors confondu avec l'océanite de Castro dont il est l'espèce jumelle : il s'agit là d'un exemple remarquable de spéciation sympatrique par allochronie. Ce pétrel-tempête n'est pour l'instant connu qu'aux Açores.

## Systématique
L'espèce Hydrobates monteiroi a été initialement décrite en 2008 par Mark Bolton (d), Andrea Louise Smith (d), Elena Gómez-Díaz (d), Vicki L. Friesen (d), Renata Jorge Medeiros (d), Joël Bried (d), Jose Louis Roscales (d) et 
Robert W. Furness (d) sous le protonyme d’Oceanodroma monteiroi.

## Historique
C'est en 1996 que, pour la première fois, fut mise en évidence la coexistence de deux populations d'océanites aux Açores, rapportées toutes deux à l'espèce Oceanodroma castro : les deux populations se différencient par leur période de nidification, l'une se reproduisant pendant la « saison chaude », l'autre pendant la « saison froide », avec une différence de quatre à cinq mois dans les dates de reproduction.
En 1998, sur la base d'une comparaison des cycles annuels de présence et de reproduction des deux populations ainsi que de leurs caractéristiques morphométriques, une étude évoque l'hypothèse d'un cas de spéciation sympatrique et recommande de les traiter comme des espèces distinctes.
En 2007, une étude expérimentale sur les vocalisations de l'océanite de Castro confirme l'isolement de la population se reproduisant en saison chaude par rapport à d'autres populations de l'espèce : les oiseaux des Açores ne réagissent pas, ou peu, aux vocalisations d'océanites de Castro des Îles Galápagos et du Cap-Vert ainsi que des représentants de la population qui, aux Açores, niche au cours de la saison froide. La même année, deux analyses de phylogéographie et de phylogénie moléculaire démontrent l'isolement génétique de la population se reproduisant aux Açores en saison chaude,.
En 2008, la population se reproduisant en saison chaude est décrite comme espèce à part entière, Oceanodroma monteiroi. 
En 2021, le Congrès ornithologique international a décidé de transférer toutes les espèces du genre Oceanodroma  vers le genre Hydrobates en 2021. Le nom latin de l'Océanite de Monteiro est donc devenu Hydrobates monteiroi.

## Biologie
Les pontes (un seul œuf, comme tous les pétrels) ont lieu de fin avril à début juillet ; les poussins s'envolent entre mi-août et début octobre et ne retourneront pas à la colonie avant l'âge de deux ans minimum. Les oiseaux se nourrissent en mer, à la surface ou en effectuant des plongées peu profondes (en moyenne 85 cm).

## Étymologie
Son épithète spécifique, monteiroi, lui a été donnée en l'honneur de Luis Monteiro, biologiste travaillant sur les oiseaux marins des Açores, qui a été le premier à mettre en évidence l'hétérogénéité des populations d'océanites de cet archipel.

### Publication originale
- (en) Mark Bolton, Andrea L. Smith, Elena Gómez-Díaz, Vicki L. Friesen, Renata Medeiros, Joël Bried, Jose L. Roscales et Robert W. Furness, « Monteiro's Storm-petrel Oceanodroma monteiroi: a new species from the Azores », Ibis, Wiley-Blackwell, vol. 150, no 4,‎ 24 septembre 2008, p. 717-727 (ISSN 1474-919X et 0019-1019, DOI 10.1111/J.1474-919X.2008.00854.X, lire en ligne).